# Jimmy Crabtree
Jimmy Crabtree, né le 23 décembre 1871 à Burnley (Angleterre), est un footballeur anglais, qui évoluait au poste de milieu de terrain à Aston Villa et en équipe d'Angleterre.
Crabtree n'a marqué aucun but lors de ses quatorze sélections avec l'équipe d'Angleterre entre 1894 et 1902.

## Carrière de joueur
- 1889-1895 : Burnley
- 1895-1904 : Aston Villa
- 1904 : Plymouth Argyle

## Palmarès

### En équipe nationale
- 14 sélections et 0 but avec l'équipe d'Angleterre entre 1894 et 1902.

### Avec Aston Villa
- Vainqueur du Championnat d'Angleterre de football en 1896, 1897 et 1900.
- Vainqueur de la Coupe d'Angleterre de football en 1897.